# Zhang Yuqi
Zhang Yuqi (en chino tradicional, 張雨綺; en chino simplificado, 张雨绮; pinyin, Zhāng Yǔqǐ; 8 de agosto de 1987), también conocida como «Kitty Zhang Yuqi», es una actriz china. Su primer papel importante lo obtuvo en la película de 2008 CJ7, que atrajo la atención de los medios y dio inicio a su carrera como actriz.

## Primeros años y carrera
Zhang nació en Dezhou, provincia de Shandong. Dejó Shandong a la edad de 15 años para asistir a una escuela de actuación en Shanghái.
Zhang apareció en un papel de menor importancia y no acreditada en la película de 2007 The Longest Night in Shanghai. Stephen Chow la vio por primera vez en un anuncio de Kentucky Fried Chicken, y la eligió para interpretar a la protagonista femenina en CJ7.
Después de CJ7, Zhang apareció en la película japonesa Shaolin Girl (que también fue producida por Chow) y tuvo un papel más importante la película china All About Women. Chow también la consideró para un papel en la película Dragonball Evolution, pero en última instancia el papel fue dado a otra actriz. Zhang también actuó en la película de Stephen Fung Jump. En 2016 interpretó uno de los papeles principales en la película de Chow The Mermaid.
Zhang apareció en Elle y otras revistas. En junio de 2009 fue elegida como la «invitada de honor» en la ceremonia de los Montblanc Arts Patronage Awards.

## Vida personal
Zhang Yuqi y Wang Quan'an habían tenido un romance en 2011, y se casaron el 18 de abril de ese año. Sin embargo, Zhang anunció que se divorciaron el 2 de julio de 2015.

## Filmografía
| Año  | Título                                  | Título chino                          | Papel          | Notas |
| ---- | --------------------------------------- | ------------------------------------- | -------------- | ----- |
| 2007 | The Longest Night in Shanghai           | en chino simplificado, 《夜·上海》    | invitada       |       |
| 2008 | CJ7                                     | en chino simplificado, 《长江七号》   | Srta. Yuen     |       |
| 2008 | Shaolin Girl                            | en chino simplificado, 《少林少女》   | Minmin Ryû     |       |
| 2008 | All About Women                         | en chino simplificado, 《女人不坏》   | Tang Lu        |       |
| 2009 | Jump                                    | en chino simplificado, 《跳出去》     | Phoenix        |       |
| 2010 | Here Comes Fortune                      | en chino simplificado, 《财神到》     | Wu Shanshan    |       |
| 2010 | Curse of the Deserted                   | en chino simplificado, 《荒村公寓》   | Ouyang Xiaozhi |       |
| 2011 | The Butcher, the Chef and the Swordsman | en chino simplificado, 《刀剑笑》     | Madam Mei      |       |
| 2012 | Hsue-shen Tsien                         | en chino simplificado, 《钱学森》     | Jiang Ying     |       |
| 2012 | General's Command                       | en chino simplificado, 《将令》       |                |       |
| 2012 | White Deer Plain                        | en chino simplificado, 《白鹿原》     | Tian Xiao'e    |       |
| 2014 | Dearest                                 | en chino simplificado, 《亲爱的》     | Fan Yun        |       |
| 2015 | The Honey Enemy                         | en chino simplificado, 《情敌蜜月》   | Xia Xiaoyu     |       |
| 2016 | Lost in the Pacific                     | en chino simplificado, 《蒸发太平洋》 | Ruo Xin        |       |
| 2016 | The Mermaid                             | en chino simplificado, 《美人鱼》     | Ruo Lan        |       |
| 2016 | Come Across Love                        | en chino simplificado, 《不期而遇》   |                |       |

### Apariciones en programas de variedades
| Año  | Programa          | Notas          |
| ---- | ----------------- | -------------- |
| 2016 | Ace vs Ace        | episodio #1.09 |
| 2016 | Hurry Up, Brother | episodio #4.07 |

### Eventos
| Año  | Título           | Notas |
| ---- | ---------------- | ----- |
| 2021 | 2020 Weibo Night |       |